# 华纳神族

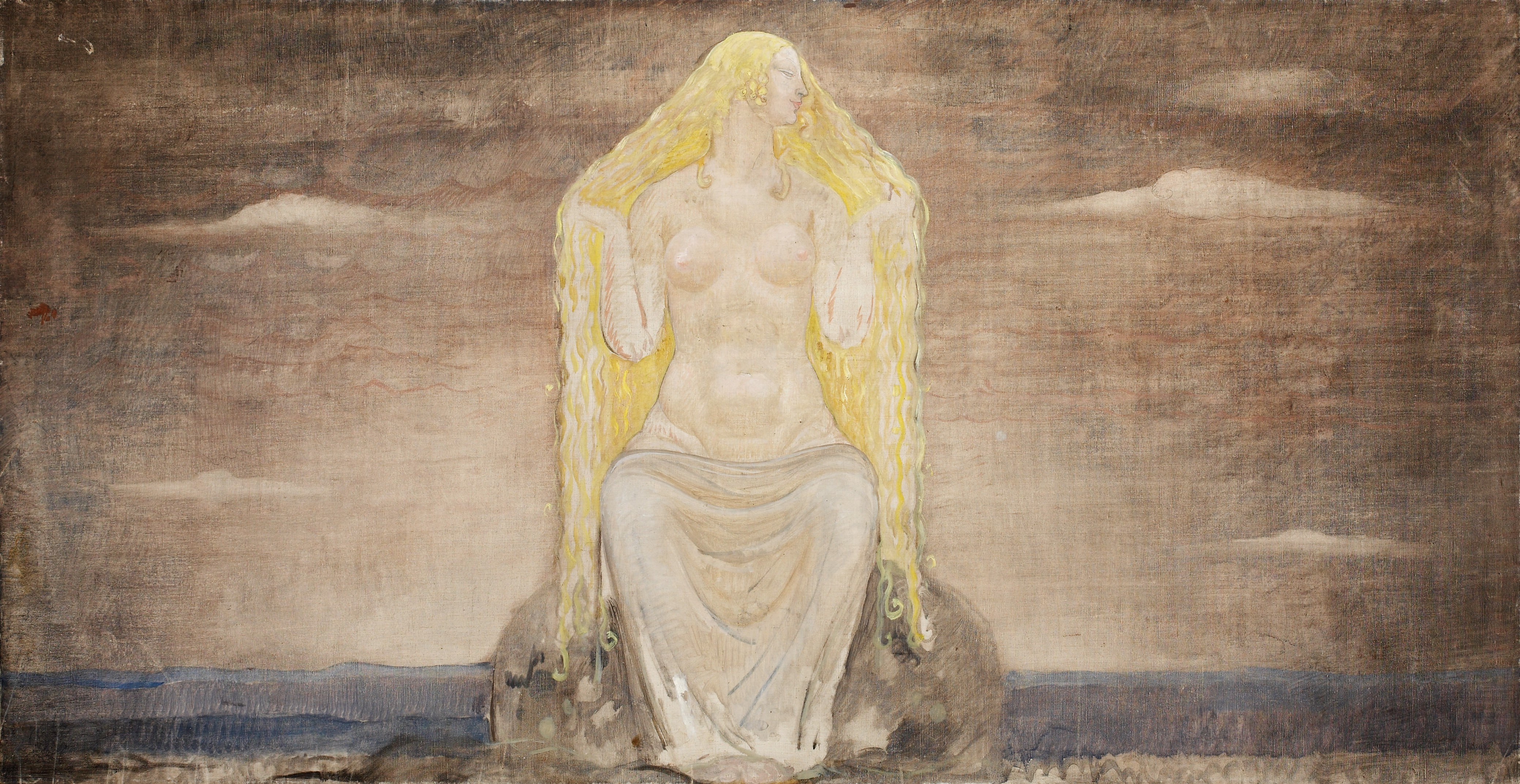
《芙蕾雅》。由約翰·鮑爾（1882–1918）繪製。

華納神族（[ˈwɑniʐ]）是日耳曼多神教中的與豐饒、智慧，和預知未來相關的神族。北歐神話中有兩支神族，另一支為亞薩神族。華納神族的家園是華納海姆。華納神族在亞薩神族華納神族之戰後加入了亞薩神族，因此有時候華納神族會被當作亞薩神族。
華納神族出現在《詩體埃達》、《散文埃達》、《挪威王列傳》，和吟遊詩人詩歌中，除了這些古北歐語的文本外，華納神族沒有出現在其他文本中。《詩體埃達》中的詩歌年代久遠，但在13世紀才被整理成書。《散文埃達》和《挪威王列傳》是在13世紀時由斯諾里·斯蒂德呂松著作而成。
所有的文本中都有提到尼約德和他的兒女弗雷與芙蕾雅屬於華納神族。以神話歷史化的角度撰寫的文本《挪威王列傳》中提到尼約德的妹妹和克瓦希爾也是華納神族。《挪威王列傳》中提到，國王斯維格吉爾 (Sveigðir) 曾造訪華納海姆，並在當地遇見一位名為華納 (Vana) 的女子，兩人生下了一個名為華蘭帝 (Vanlandi) 的兒子，華蘭帝意思為「來自華納海姆的男子」。
雖然沒有文本直接指出，但有些學者推測海姆達爾和烏勒爾可能也是華納神族的一員。《散文埃達》中列出了野豬的名字，其中一個名字是「華納之子」。學者推測華納神族可能與常在斯堪地那維亞半島的墳墓中出土的小金箔有關，年代可從民族大遷徙時期追溯至維京時期。學者認為華納神族的前身可能是某種原始印歐民族的神祇，或是印歐民族的豐收之神。

## 語源學
Vanir 一詞的來源眾說紛紜。R. I. Page 認為可以參照古北歐語的 vinr (朋友）和拉丁語的Venus（肉體之愛）。Vanir 有時候也被英語化成 Wanes 。

## 文本

### 《詩體埃達》

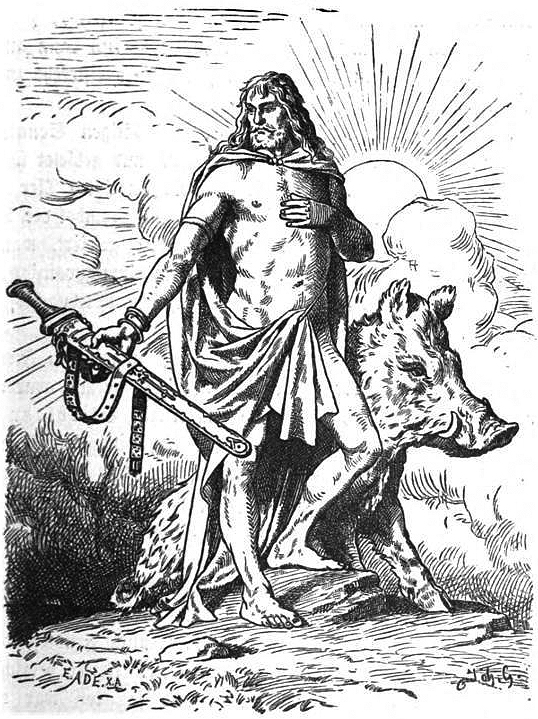
《太陽在弗雷與古林博斯帝背後閃耀》。由約翰尼斯·格爾茨 (Johannes Gehrts) 於1901年繪製

《詩體埃達》的〈女巫的預言〉、〈瓦夫蘇魯特尼爾之歌〉、〈史基尼爾之歌Skírnismál〉、〈索列姆之歌Þrymskviða〉、〈艾爾維斯之歌Alvíssmál〉，和〈希格德莉法之歌Sigrdrífumál〉中都有出現華納神族。
〈女巫的預言〉中有個詩節提及了亞薩神族華納神族之戰，華納神族擊垮了亞薩神族堡壘的外牆，華納神族「不屈不撓，踏平了整座平原」。
〈瓦夫蘇魯特尼爾之歌〉中，卡格諾爾（奧丁的化名）和約頓巨人瓦夫蘇魯特尼爾鬥智。卡格諾爾向瓦夫蘇魯特尼爾問道，雖然這麼多祭壇都在祭拜尼約德，但尼約德並非亞薩神族，尼約德來自何方？瓦夫蘇魯特尼爾回道尼約德是由「睿智的力量」於華納海姆創造的，並說道尼約德在亞薩神族華納神族之戰作為人質交予亞薩神族，此外，諸神黃昏來臨之時，尼約德會「回歸睿智的華納神族」。
〈艾爾維斯之歌Alvíssmál〉中侏儒艾爾維斯和索爾互相問答。艾爾維斯說了各個族群用來稱呼各種物品的詞語，包括九個華納神族的詞語：道路（土地）、風的紡織者（天空）、風的風箏（雲朵）、風的寧靜（冷靜）、海浪（海洋）、野火（火）、手杖（木頭）、生長（種子），和泡沫（麥酒）。
〈索列姆之歌Þrymskviða〉提到海姆達爾能夠預知未來，「如同華納神族一般」。〈希格德莉法之歌Sigrdrífumál〉提到華納神族擁有一種「神聖的蜂蜜酒」，詩中提到瓦爾基麗希格德莉法給予英雄西古德 (Sigurd) 神聖的符文，希格德莉法說道這塊符文曾刻在各種不同的生物、神祇，和人類身上，還曾浸泡在神聖的蜂蜜酒之中，亞薩神族、精靈族、人類，和華納神族中都有人擁有這種神聖的蜂蜜酒。
〈史基尼爾之歌Skírnismál〉中，美麗的約頓巨人葛德在第一次遇見弗雷的信使史基尼爾時，向史基尼爾問道，他到底是精靈族，亞薩神族，又或是「睿智的華納神族」，史基尼爾則回道他不屬於上述的三個族群。史基尼爾在詩歌的後半段成功威脅葛德，讓葛德接受弗雷的愛慕之情，葛德給了史基尼爾一個裝滿蜂蜜酒的水晶杯，並說道她從沒想過有一天會愛上華納神族。

### 《散文埃達》

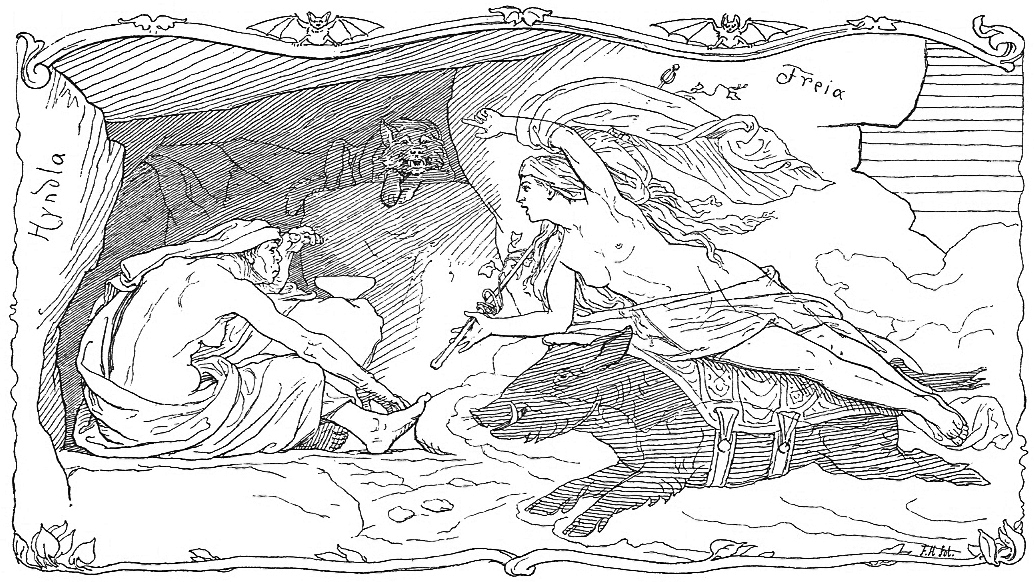
《希爾帝斯維尼與芙蕾雅》。由勞倫茲·福樂利希 (Lorenz Frølich) 於1895年繪製。

《散文埃達》的〈欺騙古魯菲〉和〈詩人的藝術語言Skáldskaparmál〉中都有出現華納神族。

在〈欺騙古魯菲〉的第23章，至高者說道尼約德出身於華納海姆，在亞薩神族華納神族之戰時，華納神族將尼約德作為人質交予亞薩神族，亞薩神族則交出了霍尼爾，之後兩大神族休戰。第35章則提及了芙蕾雅，芙蕾雅的其中一個名字是「華納神族的狄絲 (Dis) 女神」。第35章中至高者提及了蓋娜與她的坐駕霍瓦爾普尼爾，霍瓦爾普尼爾能夠在天空中飛翔，也能在大海中遨遊，至高者補充道，華納神族曾經目擊蓋娜騎著馬橫跨天空，並且一位不知名的華納神族說道：

「那個在天上飛的是什麼？
那個跨越天空的是什麼？
那個在空氣中穿梭移動的是什麼？」

蓋娜回道：

「我並不會飛
但我能夠跨越天空
還能夠在空氣中穿梭移動
只要我騎著霍瓦爾普尼爾
就是那匹海姆斯卡皮爾 (Hamskerpir)
和卡朵法 (Gardrofa) 誕下的馬。」

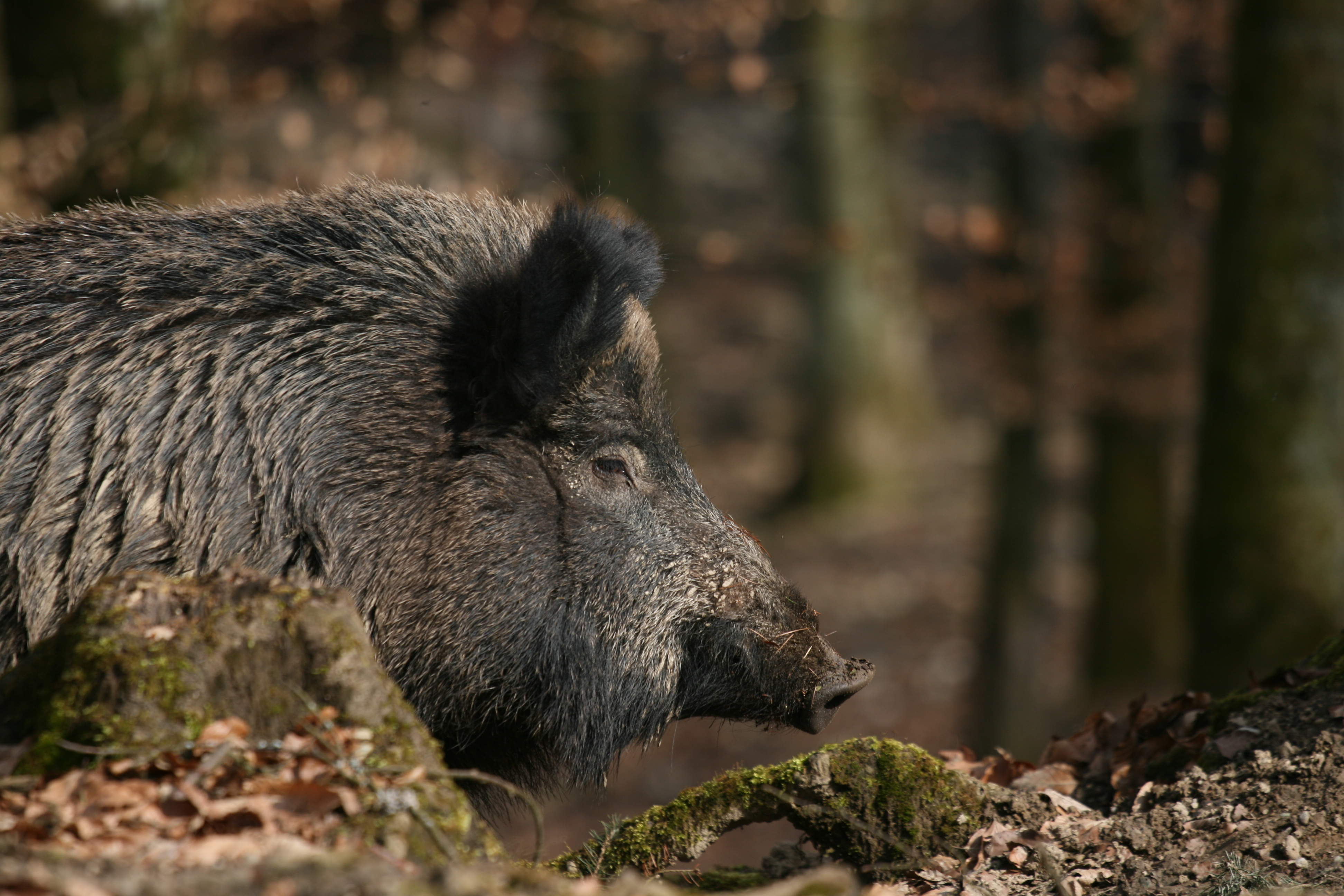
北歐的野豬。《散文埃達》中將「華納之子」列為野豬的別名，此外，弗雷和芙蕾雅的身邊也有野豬。

在〈詩人的藝術語言Skáldskaparmál〉的第57章，詩歌之神布拉基解釋了詩歌的起源，詩歌起源於亞薩神族華納神族之戰。在停戰會議的尾聲，亞薩神族和華納神族往缸子中吐口水，以此宣布停戰，結束之後，眾神同意要將這缸唾液保存起來，以作為停戰的象徵，之後，從眾神的唾液中誕生了克瓦希爾，克瓦希爾隨後被邪惡的侏儒殺害，血液被做成了詩歌蜂蜜酒，喝下的人會變得睿智善於詩歌。第6章列出了尼約德在詩歌中的別稱，包括「華納神族的後裔」。吟遊詩人 Þórðr Sjáreksson 於11世紀的詩歌中也提到尼約德屬於華納神族。第7章則列出了弗雷的別稱，「華納神族的神」、「華納神族的後裔」，和「華納神族」。芙蕾雅也多次作為華納神族被提及，第20章列出了芙蕾雅的別稱，其中有「華納神祇」，和「華納神族的女性」，第37章中則將芙蕾雅稱作「來自華納神族的新娘」。第75章則列出豬的別稱，其中之一為「華納之子」。

### 《挪威王列傳》Heimskringla

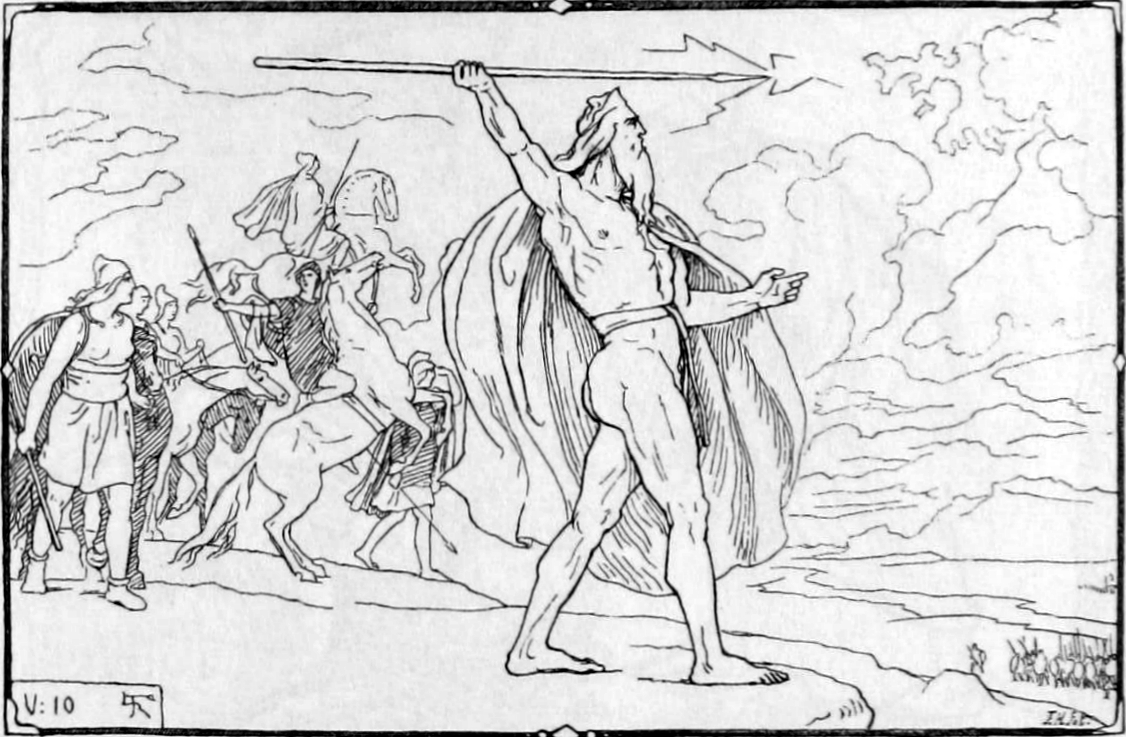
《奧丁向華納神族擲出長槍》。由勞倫茲·福樂利希 (Lorenz Frølich) 於1895年繪製。

《挪威王列傳》中的〈伊林格薩迦〉（第四章）以神話歷史化的角度記載了亞薩神族華納神族之戰，戰後雙方以人質交換作為條件宣布停戰，華納神族送出了尼約德和弗雷，亞薩神族則送出了霍尼爾和密米爾。收到密米爾後，華納神族送出了「最聰明的華納神族」克瓦希爾。霍尼爾在華納神族當上了領袖，然而，當華納神族尋求霍尼爾的意見時，霍尼爾永遠只會說道「讓別人去決定吧」，因此華納神族起了疑心，懷疑受到亞薩神族欺騙，於是將密米爾抓來斬首，並將首級送回給亞薩神族。
〈伊林格薩迦〉中也提到尼約德屬於華納神族，娶了自己的妹妹，生下一男一女，弗雷和芙蕾雅，然而亞薩神族禁止近親通婚，於是奧丁指派尼約德、弗雷，和芙蕾雅去當祭司，負責協助獻祭儀式，尼約德和弗雷也被視為亞薩神族，芙蕾雅則傳授華納神族的魔法給亞薩神族。
第15章中提到國王斯維格吉爾 (Sveigðir) 在瑞典華納蘭 (Vanaland) 娶了一位名為華納 (Vana) 的女子，生下了一名男孩，名為華納蘭帝 (Vanlandi)，意思為「來自華納族之國的男子」。.

## 考古紀錄

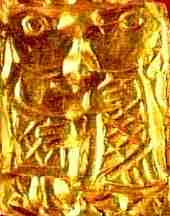
兩個小人抱著一塊金箔，年代可追溯至民族大遷徙時期和維京時期早期。

斯堪地那維亞半島上約出土了2500副裝飾在圖像上的金箔，這些金箔可追溯至民族大遷徙時期和維京時期早期。這些金箔大多出土於建築物中，只有少數出土於墳墓中。大多是單一生物的圖像，有時候是動物，有時候是一男一女中間面對著或抱著一根長滿樹葉的樹枝。幾乎所有人的圖像都有穿衣服，有時候上面的人會半蹲。Hilda Ellis Davidson 認為這些人像可能是在跳舞，而這舞蹈可能與婚禮和華納神族有關，可能是神族的婚禮，例如《詩體埃達》〈史基尼爾之歌Skírnismál〉中華納神族弗雷和約頓巨人蓋娜的婚禮。

## 學者論點

### 史實學派和傳承學派
學者對於華納神族的看法大致可分成兩派，一派是史實學派 (historicists)，另一派則是傳承學派 (structuralists)，史實學派認為華納神族是基於史實，反映了史前民族間發生的事件，傳承學派則認為華納神族乃是源自於原始印歐民族，可能當時發生了某種複雜的社會關係，之後便傳承至原始印歐民族的後裔。史實學派的學者有卡爾·赫姆 (Karl Helm)、恩斯特·菲利普森 (Ernst Alfred Philippson)、洛特·莫茲 (Lotte Motz)，和洛特·海德格 (Lotte Headegger)，傳承學派的學者有喬治·杜梅吉爾 (Georges Dumézil)、揚·德弗里斯 (Jan de Vries)，和加布里埃爾·特維爾皮特 (Gabriel Turville-Petre)。雖然有些學者對傳承學派抱持著保守的態度，但基本上還是支持該學說，例如Jens Peter Schjødt、瑪格麗特·羅斯 (Margaret Clunies Ross)，和湯瑪斯·杜布瓦。沒有斯堪地那維亞半島以外的地區提及過華納神族。研究華納神族的學者大多以〈女巫的預言〉和《散文埃達》作為材料，專注於研究亞薩神族華納神族之戰基於史實的可能性，還有華納神族的前身是否為遠古民族的神祇。有些學者認為斯堪地那維亞半島外也有華納神族的蹤跡，例如證據顯示弗雷和日耳曼神祇英格維 (Yngvi) 是同一個人，因此哥德人也知道弗雷這位神祇。

### 族群認同、精靈族、船的象徵、「亡者世界」，和眾神
希爾達·戴維遜 (Hilda Ellis Davidson) 提出所有神族的妻子可能都是來自於華納神族，同時也提及大多數神族的妻子都是約頓巨人的女兒。希爾達·戴維遜說道，華納神族和奧丁是基督教去神話化的首要目標。阿拉里奇·霍爾 (Alaric Hall) 認為華納神族和精靈是同類。約瑟夫·霍普金斯 (Joseph Hopkins) 和豪庫爾·多格森 (Haukur Þorgeirsson)基於考古學家奧勒·克呂林佩德森 (Ole Crumlin-Pedersen) 的推論進一步提出，華納神族可能與北日耳曼人的船葬習俗有關，認為船在「亡者世界」可能代表芙蕾雅的宮殿弗爾克范格和盎格魯撒克遜人的「Neorxnawang」，「Neorxnawang」後半段的「wang」代表「場所」，而前半段的「Neorxna」則尚無定論，有學者認為可能與尼約德的名字有關。
理查德·諾斯 (Richard North) 認為古英語文本中的拉丁語「vanitates （眾神）」，支持德伊勒方言中「*uuani 」的存在，「*uuani 」是重建的詞彙，可能與古北歐語的 「Vanir（華納神族）」 同源，因此，在接觸基督教以前，諾桑比亞的埃德溫 (Edwin of Northumbria) 和北盎格魯人膜拜的神祇可能就被稱作「*uuani 」。理查德·諾斯提到，「*uuani 」和「Vanir」的相同之處可能不只是名字，還有其放縱狂歡的神性。

### 魯道夫·齊梅克提出的「華納神族之死」
基於洛特·莫茲 (Lotte Motz) 早期的推論，魯道夫·齊梅克 (Rudolf Simek) 於2010年認為 vanir （華納神族）一詞的起源如同 æsir（亞薩神族），起初不過是一個用來稱呼神祇的通用詞彙，而將 vanir  自成一群乃是斯諾里·斯蒂德呂松一意孤行的結果（斯諾里·斯蒂德呂松在《散文埃達》中列出了華納神族的成員），魯道夫·齊梅克說道，華納神族不過是「從13世紀到20世紀的虛構想像」，魯道夫·齊梅克認為，「我們所面對的並不是無心之過，而是斯諾里·斯蒂德呂松蓄意創造的產物」。佛格 (Frog) 和喬納森·羅普耳 (Jonathan Roper) 於2011年表示支持魯道夫·齊梅克的看法，在分析出現 vanir 一詞的詩歌後，認為 vanir 一詞是為了韻律而擬造的復古詞彙，用以代稱 æsir，同時佛格和喬納森·羅普耳也提道，「但是這些觀察的結果絕對不能作為 vanir  一詞的解答。」
佛格在2021年為了紀念魯道夫·齊梅克，將魯道夫·齊梅克發表的論文整理集結，佛格表示支持魯道夫·齊梅克的推論。
魯道夫·齊梅克的推論被數位學者反對，包括克萊夫·托利 (Clive Tolley, 2011)、萊謝克·蘇佩茨基 (Leszek P. Słupecki, 2011)、延斯·舍特 (Jens Peter Schjødt, 2016)，和泰瑞·岡內爾 (Terry Gunnell, 2018)。泰瑞·岡內爾表示 vanir 是有歷史起源的，斯諾里·斯蒂德呂松並不是 vanir 一詞的創作者。泰瑞·岡內爾說道：
「如我所述，證據顯示 vanir 一詞可能是用來指涉一個特定族群的生物。再者，類似的概念可以從比較宗教學的角度發現無數個例子，因此，不能將 vanir 與其他的神聖生物混為一談。甚至我想更進一步大膽地假設，比起魯道夫·齊梅克和其他學者的看法，也就是華納神族是北歐神話中的次要角色，華納神族可能涉及人類存在的最隱密的，最中心的概念，如果我的分析所呈現的一般。
可能正因為這個原因，所以那些基督教傳教士，如奧拉夫二世，才會致力於抹除華納神族的存在，幾乎不留下任何蛛絲馬跡。若華納神族真如〈女巫的預言〉描述的一般，由一群甜美可人的女性組成，那可能會助長男性化的基督教抹殺華納神族的存在，藉此排除傳教途中的絆腳石。」
萊謝克·蘇佩茨基認為大部分的華納神族與亞薩神族的界線分明，除了芙蕾雅和弗雷，《散文埃達》中提到芙蕾雅和弗雷作為人質被送往亞薩神族，因此被視為亞薩神族，也因此諸神黃昏對芙蕾雅和弗雷來說毫無意義。

延斯·舍特認為：
「就算 vanir 一詞在異教時期不存在，基督教時期之前的斯堪地那維亞半島依舊存在兩群有時候難以分辨，其他時候則界線分明的神族，正如同典型的擬人化神話。在任何神話中尋求前後一致都是不可能的。根據我在過去得來的結論，雖然有些受到傳統神學影響的學者會希望尋求一個前後完全符合一致的神話體系或神學體系，但實際上我們所面對的是一連串可能由主結構衍生而來的變化文本，這些文本可能內部互相矛盾，向外則衍生更多繁雜的支線故事。在現實世界中，絕對不可能有這種前後完全一致的可能性。」
「總體來說，如果魯道夫·齊梅克是對的，我們還是需要找一個詞彙來指涉那些傳統上被認為是華納神族的神祇。因此，雖然 Vanir 一詞具有許多不確定性，最適合用來指涉華納神族的還是 Vanir 一詞。」

泰瑞·岡內爾認為：
「華納神族在文本中多次出現，意味著挪威和冰島在口頭傳播的時期就已經將針對華納神族進行宗教活動（華納神族的家園在瑞典），而且挪威和冰島的對於華納神族的態度也與其他地區不同。在挪威和冰島的文化中，華納神族與自然環境的聯繫比亞薩神族還來得密切。」
泰瑞·岡內爾在結論中提道：
「證據支持華納神族與亞薩神族有不同的特性與起源。」

## 對現代文化的影響
亞當·奧倫施拉格 (1819）的詩〈Om vanerne〉提到了華納神族。有些日耳曼新異教主義者自稱為「Vanatrú 」，意思為榮耀華納神族之人。

## 註解
1. 鲁刚（主编）. . 沈阳: 辽宁人民出版社. 1989-11: 65 （中文（中国大陆））. 瓦尼尔（Vanir）
2. ↑  . 牛津英語詞典 (第三版). 牛津大學出版社. 2005-09 （英语）.
3. ↑  Page (1990:27頁)
4. ↑  This occurs, for example, in the Henry Adams Bellows translation of the Poetic Edda, cf. Bellows 1923: 10.
5. ↑  Larrington (1999:7).
6. ↑  Larrington (1999:46).
7. ↑  Bellows (1923:186–187, 189–193).
8. ↑  Larrington (1999:99).
9. ↑  Larrington (1999:169).
10. ↑  Larrington (1999:64).
11. ↑  Larrington (1999:67).
12. ↑  Faulkes (1995:23).
13. ↑  Byock (2005:43).
14. 1 2  Byock (2005:44).
15. ↑  Faulkes (1995:61–62).
16. ↑  Faulkes (1999:57).
17. ↑  Faulkes (1995:86–99).
18. ↑  Faulkes (1999:164).
19. 1 2  Hollander (2007:8).
20. ↑  McKinnell (2005:70).
21. ↑  Hollander (2007:15).
22. 1 2  Davidson (1988:121).
23. ↑  Schjødt (2014: 20).
24. ↑  For additional discussion on this topic, see Dumézil (1959), Dumézil, trans. Lindow (1973), and Tolley (2011: 22).
25. ↑  Grundy (1998:65).
26. ↑  Davidson (1969:132).
27. ↑  Hall (2007:26, 35–36), cited in Tolley (2011:23)
28. ↑  Hopkins and Haukur (2011).
29. ↑  North (1998:177–178).
30. ↑  Simek (2010: 18).
31. ↑  Frog and Roper (2011: 30, 35-36).
32. ↑  Frog (2021: 167-169).
33. ↑  Tolley (2011), Słupecki (2011: 13), Schødt (2016: 22), & Gunnell (2018: 113-114).
34. ↑  Tolley (2011: 20-22).
35. ↑  Słupecki (2011: 11).
36. ↑  Schjødt (2016: 31-32).
37. ↑  Gunnell (2018: 113-114).
38. ↑  Simek (2007) p 352.
39. ↑  
Oehlenschläger, A.G. . 1819; |article=被忽略 (帮助) cited by[38]
40. ↑  Harvey (2000) p 67.

## 外部連結
- 维基共享资源上的相關多媒體資源：华纳神族